# Лугова (Шарканський район)
Лугова́ (рос. Луговая) — присілок у складі Шарканського району Удмуртії, Росія.

## Населення
Населення — 22 особи (2010; 31 у 2002).
Національний склад станом на 2002:
- удмурти — 87 %

## Урбаноніми[3]
- вулиці — Зарічна